# Tourenwagen-Europameisterschaft
Die Tourenwagen-Europameisterschaft (European Touring Car Championship kurz FIA ETCC) war eine europäische Meisterschaft für Tourenwagen, die von 2001 bis 2004 von der FIA ausgetragen wurde. Ihr Nachfolger war der von 2005 bis 2017 ausgetragene European Touring Car Cup (ETCC).

## Geschichte

### 1963–1988
Sie hatte einen namensgleichen Vorläufer, eine Meisterschaft, die von 1963 bis 1988 stattfand und in den 1970ern ihren Höhepunkt hatte. Sie wurde in den Anfängen sogar mit großen Limousinen wie dem Mercedes-Benz 300 SE ausgetragen, später mit z. B. BMW Coupé. In Deutschland wurde die Deutsche Rennsport-Meisterschaft ein Pendant.

### 2001
Im Jahr 2001 schrieb die FIA wieder eine Europameisterschaft für Tourenwagen aus. Schon im Jahr zuvor gab es den Euro-STC-Cup, der von Italien aus organisiert war und aus dem Italian Superturismo Championship hervorging. 2001 wurde dann aus dem Cup-Status eine offizielle FIA-Meisterschaft. Das erste Jahr der neuen EM sollte als Übergangsjahr fungieren. Man fuhr im Rahmen des Super Racing Weekends getrennt Rennen in zwei unterschiedlichen Klassen. Für das erste Jahr wurden bekannte Reglements angewendet. Zum einen das in aus der italienischen Meisterschaft fortgesetzte Klasse 2 Reglement der Supertourenwagen (STC), das in den meisten nationalen Rennserien mittlerweile ausgelaufenen war. Zum anderen verwendete man das sehr seriennahe Super Production Reglement (SPC), das sehr ähnlich dem deutschen DTC-Reglement war. Die STC-Piloten fuhren zwei Rennen über je 50 km, bei dem die Startaufstellung zum zweiten Lauf jeweils in umgekehrter Reihenfolge des Ergebnisses von Lauf eins erfolgt. Dagegen fuhren die SPC-Piloten ein Rennen über 70 km.

#### Entwicklung des Super-2000-Reglements
Während der Saison 2001 arbeitete man mit den beteiligten Herstellern an einem einheitlichen Reglement für das darauf folgende Jahr. Heraus kam das neue Super-2000-Reglement. Diesem Reglement gab BMW zuerst eine Absage, denn im Gegensatz zum SPC Reglement, das zum Großteil die Verwendung von Serienteilen vorschreibt, erlaubt das Super 2000-Reglement mehr konstruktive Freiheiten. Die Entwicklungs- und Fahrzeugkosten waren BMW zu hoch. Man plante daher erst das Feld der Super 2000 Fahrzeuge mit Super Production Autos (SPC) aufzufüllen. Doch dann machte die FIA BMW ein paar Zugeständnisse: U. a. wurde ein konventionelles H-Getriebe im Gegensatz zum sequentiellen Getriebe vorgeschrieben. Allerdings wurden für 2003 diese Getriebe wieder erlaubt. Für Volvo und Prodrive, die zu diesem Zeitpunkt schon sehr weit mit der Entwicklung des neuen Volvo S60 waren, hieß das teilweise wieder von vorne zu beginnen. Sie mussten zum Beispiel nur für die Saison 2002 extra ein H-Getriebe entwickeln.
Der sportliche Ablauf bei der Europameisterschaft wurde dem der STC angeglichen. Man fuhr zwei Läufe über je 50 km, aber nun wurden in der Startaufstellung für Lauf 2 nur noch die ersten acht Punktberechtigten des ersten Laufs umgekehrt.

### 2002
Die erste Saison mit dem neuen Reglement wurde zu Anfang von Alfa Romeo dominiert. Daher veränderte man mitten in der Saison das Reglement leicht, um für mehr Ausgeglichenheit zu sorgen. So wurde der 30-Kilogramm-Gewichtsvorteil der Fahrzeuge mit Frontantrieb (u. a. Alfa Romeo und Volvo) gegenüber den BMW mit Hinterradantrieb abgeschafft. Das neue Basisgewicht für alle betrug 1155 kg. Man vertrat die Meinung, dass Fahrzeuge mit Frontantrieb mit modernen Differentialen eigentlich nicht schlechter auf der Rennstrecke sind als Fahrzeuge mit Hinterradantrieb. Während die Drehzahl-Obergrenze bei Vierzylinder-Autos wie Alfa weiter bei 8500/min bestehen blieb, durften Fünf- und die BMW-Sechszylinder mit 8750 bzw. 9000/min von da ab deutlich höher drehen. Außerdem sah das neue Regelwerk Zusatzgewichte für die drei Punktbesten eines Rennwochenendes vor, die dann bei den nächsten beiden Rennen „mitgeschleppt“ werden mussten. Am Titel von Alfa Romeo Pilot Fabrizio Giovanardi konnte dies zwar nichts mehr ändern, allerdings konnte Jörg Müller im BMW noch die Vizemeisterschaft sichern.

### 2003
Nach nur einer Saison ist das gemeinsam mit der britischen Rennschmiede Prodrive durchgeführte EM-Projekt von Volvo Geschichte: Die Fortführung fiel, wie die Teilnahme an der STCC, aus finanziellen Gründen aus, obwohl man 2002 durchaus mit Alfa und BMW auf der Strecke mithalten konnte. Doch mit dem italienischen ART-Team wurden privat die Einsätze des Volvo S60 fortgesetzt. Mit Rickard Rydell blieb auch der Fahrer aus dem Vorjahr erhalten.
Für die Saison 2003 kündigte sich aber ein neues Werksteam an, sodass weiterhin 3 Werksmannschaften in der EM vertreten waren. Die spanische VW-Tochter Seat kehrte 2003 mit zwei Toledo in den internationalen Sport zurück. Pilotiert wurden sie vom deutschen Frank Diefenbacher und vom spanischen Jordi Gené, der von BMW zu Seat Sport wechselte.
Ein weiterer spektakulärer Wechsel war von dem 2002er Meister Fabrizio Giovanardi zu verzeichnen, der von Alfa Romeo zu BMW wechselte, und somit auch von einem Frontantriebs- auf ein Hinterradantriebsfahrzeug. Allerdings erlebte er dort im Team von Roberto Ravaglia ein sehr schwieriges Jahr 2003 mit nur wenig Erfolg, besonders im Vergleich zu seinen Markenkollegen. In die Fußstapfen von Fabrizio Giovanardi stieg Gabriele Tarquini, der 2003 wieder die Meisterschaft in einem Alfa Romeo holte. Seat konnte in seiner ersten Saison auch schon einen Höhepunkt setzen. Frank Diefenbacher holte beim deutschen Lauf in der Motorsport Arena Oschersleben das erste Podium für die Spanier.
Ein weiteres Saison-Highlight war der Gaststart von Alessandro Zanardi zum Finale in Monza. Es war die Rückkehr in den aktiven Motorsport für den zweimaligen Champ-Car-Meister, der bei einem schweren Unfall im September 2001 auf dem EuroSpeedway Lausitz beide Beine verloren hatte. In einem speziell von Ravaglia-Motorsport für ihn umgebauten 320i testete er schon vorher im Laufe der Saison.
Schon während der Saison 2003 tagte eine FIA Arbeitsgruppe für Dieselfahrzeugen in der Tourenwagen-EM, zu der mit Alfa Romeo, BMW, Ford, Honda, Opel, Seat, Volkswagen und Volvo acht Hersteller zählten. Bis der erste dieselbetriebene Tourenwagen ein Rennen aufnahm, dauerte es aber noch bis 2007.

### 2004
Nach dem enttäuschenden Jahr bei BMW kehrte Fabrizio Giovanardi zu Alfa Romeo zurück. Seinen Platz im BMW Team von Roberto Ravaglia nahm Alessandro Zanardi ein, der nun die komplette Saison im Tourenwagen bestritt. Nach dem Rückzug von Volvo aus der EM, und dem bescheidenen Jahr 2003 bei ART, wechselte Rickard Rydell nach zehn Jahren bei Volvo zu Seat Sport, um dort einen weiteren Toledo zu pilotieren.
Mehrere teils private Eigenentwicklungen gab es in dieser Saison zu sehen: Da man in der deutschen DPM in diesem Jahr auch auf das Super 2000 Reglement umstellte, wurde dort der Ford Focus ST dem neuen Reglement angepasst. Das Team RS-Line setzte einen solchen Focus auch in der EM ein. Da es sich nicht um einen reinen Super 2000 Tourenwagen handelte, und man daher nur mit einer Ausnahmegenehmigung startete, fand man Sebastian Grunert, Roland Asch sowie Thomas Klenke meist nur im Hinterfeld wieder. Für den von der dänischen Peugeot Sport-Mannschaft eingesetzten Peugeot 307 lief es kaum besser, während Alessandro Balzan im JAS-Honda Accord in der Independent-Trophy vorne mitfahren konnte.
Die Meisterschaft ging in dieser Saison erstmals an BMW. Beim Finale in Dubai konnte Andy Priaulx den Rückstand auf Dirk Müller egalisieren. Da Punktgleichheit herrschte, ging der Titel an Andy Priaulx, weil er mit fünf Siegen mehr hatte als Dirk Müller der nur dreimal siegte. Dies sollte auch vorerst die letzte Tourenwagen-Europameisterschaft bleiben.
Am 30. Juni 2004 beschloss in Paris der Automobilweltverband (FIA) die Tourenwagen-Europameisterschaft (ETCC) ab 2005 in eine Weltmeisterschaft (WTCC) umzuwandeln. Im Jahr 2005 fanden somit für die FIA Tourenwagen auch Veranstaltungen in Asien und Amerika statt.
Folgende Automarken waren 2004 vertreten: Alfa Romeo, BMW, Ford, Honda, Peugeot, Seat

## Gesamtsieger

### 1963–1988
| Jahr | Fahrer                                                                      | Fahrer                                                                      | Hersteller                                                                           | Hersteller                                                                           | Hersteller                                                                           | Hersteller                                                                           | Hersteller                                                                           |
| ---- | --------------------------------------------------------------------------- | --------------------------------------------------------------------------- | ------------------------------------------------------------------------------------ | ------------------------------------------------------------------------------------ | ------------------------------------------------------------------------------------ | ------------------------------------------------------------------------------------ | ------------------------------------------------------------------------------------ |
| 1963 | Peter Nöcker (Jaguar MK II 3,8 Ltr.)                                        | Peter Nöcker (Jaguar MK II 3,8 Ltr.)                                        | –                                                                                    | –                                                                                    | –                                                                                    | –                                                                                    | –                                                                                    |
| 1964 | Warwick Banks (BMC Mini Cooper S)                                           | Warwick Banks (BMC Mini Cooper S)                                           | –                                                                                    | –                                                                                    | –                                                                                    | –                                                                                    | –                                                                                    |
| Jahr | Div. 3 Fahrer                                                               | Div. 3 Fahrer                                                               | Div. 3 Hersteller                                                                    | Div. 2 Fahrer                                                                        | Div. 2 Hersteller                                                                    | Div. 1 Fahrer                                                                        | Div. 1 Hersteller                                                                    |
| 1965 | Jacky Ickx (Ford Mustang)                                                   | Jacky Ickx (Ford Mustang)                                                   | Ford                                                                                 | John Whitmore (Ford Lotus Cortina)                                                   | Ford                                                                                 | Ed Swart (Abarth 1000 TC)                                                            | Abarth                                                                               |
| 1966 | Hubert Hahne (BMW 2000 TI)                                                  | Hubert Hahne (BMW 2000 TI)                                                  | BMW                                                                                  | Andrea de Adamich (Alfa Romeo 1600 GTA)                                              | Alfa Romeo                                                                           | Giancarlo Baghetti (Abarth 1000 TC)                                                  | Abarth                                                                               |
| 1967 | Karl von Wendt (Porsche 911)                                                | Karl von Wendt (Porsche 911)                                                | Porsche                                                                              | Andrea de Adamich (Alfa Romeo 1600 GTA)                                              | Alfa Romeo                                                                           | Willi Kauhsen (Abarth 1000 TC)                                                       | Abarth                                                                               |
| 1968 | Dieter Quester (BMW 2002)                                                   | Dieter Quester (BMW 2002)                                                   | BMW                                                                                  | John Rhodes (Morris Mini Cooper S)                                                   | BMC                                                                                  | John Handley (Morris Mini Cooper S)                                                  | BMC                                                                                  |
| 1969 | Dieter Quester (BMW 2002)                                                   | Dieter Quester (BMW 2002)                                                   | BMW                                                                                  | Spartaco Dini (Alfa Romeo 1600 GTA)                                                  | Alfa Romeo                                                                           | Marsilio Pasotti (Abarth 1000 TC)                                                    | Abarth                                                                               |
| Jahr | Fahrer                                                                      | Fahrer                                                                      | Hersteller                                                                           | Hersteller                                                                           | Hersteller                                                                           | Hersteller                                                                           | Hersteller                                                                           |
| 1970 | Toine Hezemans (Alfa Romeo 2000 GTAm)                                       | Toine Hezemans (Alfa Romeo 2000 GTAm)                                       | BMW                                                                                  | BMW                                                                                  | BMW                                                                                  | BMW                                                                                  | BMW                                                                                  |
| 1971 | Dieter Glemser (Ford Capri RS2600)                                          | Dieter Glemser (Ford Capri RS2600)                                          | Alfa Romeo                                                                           | Alfa Romeo                                                                           | Alfa Romeo                                                                           | Alfa Romeo                                                                           | Alfa Romeo                                                                           |
| 1972 | Jochen Mass (Ford Capri RS2600)                                             | Jochen Mass (Ford Capri RS2600)                                             | Alfa Romeo                                                                           | Alfa Romeo                                                                           | Alfa Romeo                                                                           | Alfa Romeo                                                                           | Alfa Romeo                                                                           |
| 1973 | Toine Hezemans (BMW 3.0 CSL)                                                | Toine Hezemans (BMW 3.0 CSL)                                                | BMW                                                                                  | BMW                                                                                  | BMW                                                                                  | BMW                                                                                  | BMW                                                                                  |
| 1974 | Hans Heyer (Ford Escort RS1600)                                             | Hans Heyer (Ford Escort RS1600)                                             | Ford                                                                                 | Ford                                                                                 | Ford                                                                                 | Ford                                                                                 | Ford                                                                                 |
| 1975 | Siegfried Müller senior (BMW 3.0 CSL) Alain Peltier (BMW 3.0 CSL)           | Siegfried Müller senior (BMW 3.0 CSL) Alain Peltier (BMW 3.0 CSL)           | Div. 2: BMW, Div. 1: Ford                                                            | Div. 2: BMW, Div. 1: Ford                                                            | Div. 2: BMW, Div. 1: Ford                                                            | Div. 2: BMW, Div. 1: Ford                                                            | Div. 2: BMW, Div. 1: Ford                                                            |
| 1976 | Jean Xhenceval (BMW 3.0 CSL) Pierre Dieudonné (BMW 3.0 CSL)                 | Jean Xhenceval (BMW 3.0 CSL) Pierre Dieudonné (BMW 3.0 CSL)                 | Div. 4: BMW, Div. 3: (Opel), Div. 3: Alfa Romeo, Div. 1: Alfa Romeo                  | Div. 4: BMW, Div. 3: (Opel), Div. 3: Alfa Romeo, Div. 1: Alfa Romeo                  | Div. 4: BMW, Div. 3: (Opel), Div. 3: Alfa Romeo, Div. 1: Alfa Romeo                  | Div. 4: BMW, Div. 3: (Opel), Div. 3: Alfa Romeo, Div. 1: Alfa Romeo                  | Div. 4: BMW, Div. 3: (Opel), Div. 3: Alfa Romeo, Div. 1: Alfa Romeo                  |
| 1977 | Dieter Quester (BMW 3.0 CSL)                                                | Dieter Quester (BMW 3.0 CSL)                                                | Div. 5: BMW, Div. 4: BMW, Div. 3: Alfa Romeo, Div. 2: Volkswagen, Div. 1: Alfa Romeo | Div. 5: BMW, Div. 4: BMW, Div. 3: Alfa Romeo, Div. 2: Volkswagen, Div. 1: Alfa Romeo | Div. 5: BMW, Div. 4: BMW, Div. 3: Alfa Romeo, Div. 2: Volkswagen, Div. 1: Alfa Romeo | Div. 5: BMW, Div. 4: BMW, Div. 3: Alfa Romeo, Div. 2: Volkswagen, Div. 1: Alfa Romeo | Div. 5: BMW, Div. 4: BMW, Div. 3: Alfa Romeo, Div. 2: Volkswagen, Div. 1: Alfa Romeo |
| 1978 | Umberto Grano (BMW 3.0 CSL)                                                 | Umberto Grano (BMW 3.0 CSL)                                                 | BMW                                                                                  | BMW                                                                                  | BMW                                                                                  | BMW                                                                                  | BMW                                                                                  |
| 1979 | Martino Finotto (BMW 3.0 CSL) Carlo Facetti (BMW 3.0 CSL)                   | Martino Finotto (BMW 3.0 CSL) Carlo Facetti (BMW 3.0 CSL)                   | BMW                                                                                  | BMW                                                                                  | BMW                                                                                  | BMW                                                                                  | BMW                                                                                  |
| 1980 | Helmut Kelleners (BMW 320) Siegfried Müller jr. (BMW 320)                   | Helmut Kelleners (BMW 320) Siegfried Müller jr. (BMW 320)                   | Audi                                                                                 | Audi                                                                                 | Audi                                                                                 | Audi                                                                                 | Audi                                                                                 |
| 1981 | Umberto Grano (BMW 635CSi) Helmut Kelleners (BMW 635CSi)                    | Umberto Grano (BMW 635CSi) Helmut Kelleners (BMW 635CSi)                    | Škoda                                                                                | Škoda                                                                                | Škoda                                                                                | Škoda                                                                                | Škoda                                                                                |
| 1982 | Umberto Grano (BMW 528i) Helmut Kelleners (BMW 528i)                        | Umberto Grano (BMW 528i) Helmut Kelleners (BMW 528i)                        | Alfa Romeo                                                                           | Alfa Romeo                                                                           | Alfa Romeo                                                                           | Alfa Romeo                                                                           | Alfa Romeo                                                                           |
| 1983 | Dieter Quester (BMW 635CSi)                                                 | Dieter Quester (BMW 635CSi)                                                 | Alfa Romeo                                                                           | Alfa Romeo                                                                           | Alfa Romeo                                                                           | Alfa Romeo                                                                           | Alfa Romeo                                                                           |
| 1984 | Tom Walkinshaw (Jaguar XJ-S)                                                | Tom Walkinshaw (Jaguar XJ-S)                                                | Alfa Romeo                                                                           | Alfa Romeo                                                                           | Alfa Romeo                                                                           | Alfa Romeo                                                                           | Alfa Romeo                                                                           |
| 1985 | Gianfranco Brancatelli (Volvo 240 Turbo) Thomas Lindström (Volvo 240 Turbo) | Gianfranco Brancatelli (Volvo 240 Turbo) Thomas Lindström (Volvo 240 Turbo) | Alfa Romeo                                                                           | Alfa Romeo                                                                           | Alfa Romeo                                                                           | Alfa Romeo                                                                           | Alfa Romeo                                                                           |
| 1986 | Roberto Ravaglia (BMW 635CSi)                                               | Roberto Ravaglia (BMW 635CSi)                                               | Toyota                                                                               | Toyota                                                                               | Toyota                                                                               | Toyota                                                                               | Toyota                                                                               |
| 1987 | WTCC                                                                        | Roberto Ravaglia (BMW M3)                                                   | Ford                                                                                 | Ford                                                                                 | Ford                                                                                 | Ford                                                                                 | Ford                                                                                 |
| 1987 | ETCC                                                                        | Winfried Vogt (BMW M3)                                                      | BMW                                                                                  | BMW                                                                                  | BMW                                                                                  | BMW                                                                                  | BMW                                                                                  |
| 1988 | Roberto Ravaglia (BMW M3)                                                   | Roberto Ravaglia (BMW M3)                                                   | Ford                                                                                 | Ford                                                                                 | Ford                                                                                 | Ford                                                                                 | Ford                                                                                 |

### 2000–2004
| 2000 | Fabrizio Giovanardi | Fabrizio Giovanardi | Alfa Romeo 156 |
| 2001 | Fabrizio Giovanardi | STC                 | Alfa Romeo 156 |
| 2001 | Peter Kox           | SPC                 | BMW 320i E46   |
| 2002 | Fabrizio Giovanardi | Fabrizio Giovanardi | Alfa Romeo 156 |
| 2003 | Gabriele Tarquini   | Gabriele Tarquini   | Alfa Romeo 156 |
| 2004 | Andy Priaulx        | Andy Priaulx        | BMW 320i E46   |